# Estado de Katsina
El estado de Katsina es un estado del norte de Nigeria.

## Localidades con población en marzo de 2016
- Bakori 201,800
- Batagarawa 255,200
- Batsari 280,600
- Baure 273,900
- Bindawa 203,800
- Charanchi 184,900
- Dandume 196,200
- Danja 169,400
- Dan Musa 152,800
- Daura 303,600
- Dutsi 163,200
- Dutsin-Ma 229,200
- Faskari 262,400
- Funtua 303,900
- Ingawa 228,300
- Jibia 226,000
- Kafur 282,600
- Kaita 246,200
- Kankara 328,400
- Kankia 204,400
- Katsina 429,400
- Kurfi 157,500
- Kusada 132,800
- Mai'adua 272,400
- Malumfashi 246,900
- Mani 238,000
- Mashi 230,900
- Matazu 153,600
- Musawa 229,500
- Rimi 208,000
- Sabuwa 189,900
- Safana 250,000
- Sandamu 184,900
- Zango 210,600

## Historia
El Estado Katsina fue creado el 23 de septiembre de 1987 a partir de la división del antiguo Estado Kaduna.

## Geografía
Katsina limita al norte con Níger, al este con los estados Jigawa y Kano, al sur con el Kaduna y al este con el Zamfara. Su territorio ocupa una superficie de 23.822 km², un área similar a la de la Comunidad Valenciana.
Las principales ciudades, aparte de la capital, Katsina, son: Daura, Funtua, Malumfashi, Bakori y Kankia.
Debido al clima seco de la región, los ríos locales (Koza, Sabke, Tagwai, Gada, Karaduwa, Bunsuru, Gagare, Turami, Sokoto, Tubo, Chalawa, Galma...) solo tienen caudal durante la estación húmeda.

## Divisiones
El Estado Katsina está dividido en 34 LGA (Local Government Area): Bakori, Batagarawa, Batsari, Baure, Bindawa, Charanchi, Dandume, Danja, Dan-Musa, Duara, Dutsi, Dutsin-Ma, Faskari, Funtua, Ingawa, Jibia, Kafur, Kaita, Kankara, Kankia, Katsina, Kurfi, Kusada, Mai'Adua, Malumfashi, Mani, Mashi, Matazu, Musawa, Rimi, Sabuwa, Safana, Sandamu y Zango.

## Economía
Katsina es un estado principalmente agrícola, siendo los principales cultivos de algodón, cacahuete, mijo, maíz, arroz y trigo.

## Cultura
Los principales grupos étnico-culturales son los pueblos hausa y fulani.